# Cacosternum parvum
Cacosternum parvum és una espècie de granota que viu a Lesotho, Sud-àfrica i Eswatini.